# De la certitude
De la certitude est un recueil d'aphorismes écrit par Ludwig Wittgenstein et publié de façon posthume.
La rédaction de ce texte s'étend vraisemblablement de 1949 à 1951, les plus anciens aphorismes étant datés d'avant 1950 (la datation de l'auteur n'est pas elle-même conservée avec netteté dans la traduction française parue chez Gallimard). Ses dernières lignes (Proposition 676) furent écrites deux jours avant que l'auteur ne succombe à un cancer, laissant ainsi l'ouvrage inachevé.

## Présentation générale du texte
Wittgenstein, selon une méthode qu'il avait déjà employée dans ses ouvrages précédents, use d'aphorismes (676 au total) de tailles inégales : l'auteur, à partir d'une mise en situation et d'exemples concrets (« Je sais que je suis un être humain » ; « Je sais que ceci est un arbre » ; « Je rêve » ; « C'est un coup du sort étrange : tous les hommes dont on a ouvert le crâne avaient un cerveau ») questionne le lecteur sur le thème de la certitude.

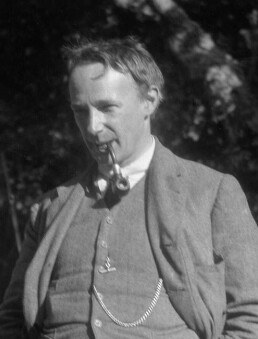
G.E Moore.

Le problème de la certitude trouve son origine dans le désaccord de Wittgenstein avec l'argumentation de G.E Moore, qui, dans Proof of an external world (1939), prétend pouvoir démontrer avec certitude l'existence du monde extérieur.
L'auteur, pour arriver à son but, subdivise son ouvrage selon les exemples qu'il emploie, les disséquant et cherchant par ailleurs à en comprendre le sens ou le non-sens.
Le but de Wittgenstein n'est pas de donner une signification au verbe savoir, ni de seulement étudier la raison pour laquelle on l'emploie : jeu de langage, ce terme amène également d'autres problématiques comme l'existence des objets extérieurs (Ceci est une main droite ET ceci est une main gauche toutes deux distinctes) ou les fondements du doute... et peut-être plus important encore : la légitimité des démarches de vérification, et la façon dont elles s'entreprennent.

## Une fin prématurée
Malgré la longue maladie qui touchait le philosophe, ce dernier est resté assez lucide pour continuer la rédaction de l'ouvrage, et le clore malgré lui sur le thème du rêve et de l'altération des facultés d'analyse.

## Éditions
- Ludwig Wittgenstein, De la certitude, Trad. de l'allemand par Jacques Fauve. Édition de Gertrude Elizabeth Margaret Anscombe et Georg Henrik von Wright. Avec une notice biographique établie par Georg Henrik von Wright et traduite de l'anglais par Guy Durand, Galimard, Coll. Les Essais, 1965, Coll. Tel, 1976